# Пейнтен-Гіллс (Індіана)
Пейнтен-Гіллс (англ. Painted Hills) — переписна місцевість (CDP) в США, в окрузі Морган штату Індіана. Населення — 766 осіб (2020).

## Географія
Пейнтен-Гіллс розташований за координатами 39°23′53″ пн. ш. 86°20′53″ зх. д. / 39.39806° пн. ш. 86.34806° зх. д. (39.398004, -86.347964).  За даними Бюро перепису населення США в 2010 році переписна місцевість мала площу 5,05 км², з яких 4,48 км² — суходіл та 0,57 км² — водойми.

## Демографія
Згідно з переписом 2010 року, у переписній місцевості мешкало 677 осіб у 286 домогосподарствах у складі 229 родин. Густота населення становила 134 особи/км².  Було 318 помешкань (63/км²).
Расовий склад населення:
| - 98,4 % — білих - 0,1 % — чорних або афроамериканців - 0,1 % — азіатів |

До двох чи більше рас належало 0,4 %. Частка іспаномовних становила 1,6 % від усіх жителів.
За віковим діапазоном населення розподілялося таким чином: 16,7 % — особи молодші 18 років, 63,9 % — особи у віці 18—64 років, 19,4 % — особи у віці 65 років та старші. Медіана віку мешканця становила 51,4 року. На 100 осіб жіночої статі у переписній місцевості припадало 96,2 чоловіків;  на 100 жінок у віці від 18 років та старших — 99,3 чоловіків також старших 18 років.
Середній дохід на одне домашнє господарство  становив 69 895 доларів США (медіана — 52 313), а середній дохід на одну сім'ю — 86 982 долари (медіана — 87 955). За межею бідності перебувало 4,7 % осіб, у тому числі 0,0 % дітей у віці до 18 років та 0,0 % осіб у віці 65 років та старших.
Цивільне працевлаштоване населення становило 442 особи. Основні галузі зайнятості: виробництво — 30,8 %, освіта, охорона здоров'я та соціальна допомога — 22,4 %, транспорт — 16,1 %, будівництво — 12,2 %.